# Harry Hook
Harry Hook, född 1960 i Storbritannien, är en brittisk filmregissör, fotograf och manusförfattare. Han är mest känd för att ha gjort filmer som Flugornas herre, Den siste krigaren och The Kitchen Toto.